# Protographium leosthenes
Protographium leosthenes är en fjärilsart som först beskrevs av Doubleday 1846.  Protographium leosthenes ingår i släktet Protographium och familjen riddarfjärilar. Inga underarter finns listade i Catalogue of Life.

## Bildgalleri

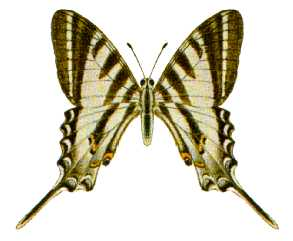